# Evidenzbureau
K.u.k. Evidenzbureau je bio naziv direkcije za vojno-obavještajne poslove Austro-Ugarske Monarhije, sa sjedištem u Beču. Osnovana je 1850. kao prva stalna vojno-obavještajna služba. Djelovanje je prvi puta započela 1859. za vrijeme austrijsko-sardinijskog rata. 